# San Pedro Taviche
San Pedro Taviche è un comune del Messico, situato nello stato di Oaxaca.